# Glenea montrouzieri
Glenea montrouzieri är en skalbaggsart som beskrevs av Thomson 1865. Glenea montrouzieri ingår i släktet Glenea och familjen långhorningar. Inga underarter finns listade i Catalogue of Life.